# Peter Stormare
Peter Stormare, született Peter Ingvar Rolf Storm (Kumla, Örebro megye, 1953. augusztus 27. –) svéd színész, drámaíró, zenész.

## Gyermekkora
Stormare 1953. augusztus 27-én, Kumlában született, de Arbrå-ban (Gävleborgs län) nőtt fel. Szülei Gunhild (sz. Holm) és Karl Ingvar Storm. Születési nevét megváltoztatta, amikor felfedezte, hogy azon "osztoznia" kell a színjátszó akadémia egyik idősebb diákjával. Elsőre a Retep Mrots (a saját neve visszafelé olvasva) nevet vette volna fel, de azt visszautasították, ezután döntött a Stormare változat mellett.

## Karrierje

### Az 1980-as évek
Stormare színészi karrierjét még diákéveiben a Svéd Nemzeti Színházban kezdte, amelynek 11 évig volt tagja. A mozivásznon először Ingmar Bergman négy Oscar-díjat nyert alkotásában, a Fanny és Alexanderben volt látható, igaz a stáblistán nem volt feltüntetve. A nyolcvanas évek végét svéd televíziós produkciókban szerepelt, ilyen volt például a (Seppan) (1986).

### Az 1990-es évek
1990-ben a Tokyo Glóbusz Színházba lépett be, ahol több Shakespeare darabban játszott, köztük a Hamletben, amellyel ismeretségre tett szert. 1993-ban New York-ba költözött, ahol angol nyelvtudást szerzett. Már a kilencvenes évek elején több mozifilmben is kapott szerepet (Ébredések (1990), Végzet (1992)), de első jelentősebb alakítására 1996-ig kellett várnia, a Coen testvérek kritikusok által is lelkesen fogadott Fargo (1996) című filmjében Steve Buscemi partnereként alakított gazembert. Később olyan kasszasikerekben szerepelt, mint a Jurassic Park 2. - Az elveszett világ (1997), a Hamilton parancsnok (1998), az Armageddon (1998), A nagy Lebowski (1998), és a 8 mm (1999).

### 2000 után
A 2000-es években is sorra kapott szerepeket: Csokoládé (2000), a Különvélemény (2002) vagy a Bad Boys 2. - Már megint a rossz fiúk (2003), de Skandináviához sem lett hűtlen (Táncos a sötétben (2000)). 2005-ben a Sátánt alakította a Constantine - A démonvadászban (2005), majd Heath Ledgerrel volt látható Terry Gilliam alkotásában, a Grimmben. Játszott A szökés című sikeres amerikai televíziós sorozatban, John Abruzzi maffiafőnököt alakította. Stormare eredetileg a Fido - Hasznos a zombi a háznál című film egyik szerepére is jelentkezett, de miután A szökésbe bekerült, inkább kibújt a film alól. Több televíziós sorozatban is feltűnt egy-egy rövid szerep erejéig, mint például a Monk – A flúgos nyomozó (2008), Joey (2004), vagy a CSI: Miami helyszínelők (2007). Szinkronhangként is kipróbálta magát Mattias Nilsson hangja a Mercenaries 2: World in Flames videójátékban, számítógépes játékban pedig a Icewind Dale 2, és Johann Strauss hangja a Quake 4-ben. Stormare ismét szerepelhetett főszerepben, megint svéd filmben, a Varg (2008) című moziban. Stormare-nak egy évre szóló ajánlatot tettek a Lost – Eltűntek (2005-2009) című ABC televíziós sorozatban, de úgy érezte, hanyatlott a sorozat az első évek óta, ezért nem fogadta el a szerepet.
Legújabb filmjei között van az Inseparable, melyben Kevin Spaceyvel játszik, a Marianne című filmben főszerepet kapott, valamint a Börtönregényben Mel Gibsonnal szerepel.

## Magánélete
Stormare megosztja idejét az Egyesült Államok és Svédország között. Első felesége Karen Sillas volt, akitől egy gyermeke született: Kelly. Második feleségével, Toshimi Stormare-rel él Los Angelesben. 
Szabadidejében zenél, Bono biztatására készített saját albumot, melyet Dallerpölsa och smafaglar címmel adtak ki. Később még további három albuma jelent meg.

### Érdekességek
- Keresztfia, Gustaf Skarsgård, szintén színész
- Nagyon jó barátok Stellan Skarsgårddal
- Eddie Dane (J.E. Freeman) karaktert ajánlották fel neki Coenék A halál keresztútján (1990) című filmben, de Stormare visszautasította
- Kedvenc színésze Gary Oldman

## Filmográfia

### Film
| Év   | Magyar cím                               | Eredeti cím                           | Szerep                           | Magyar hang           |
| ---- | ---------------------------------------- | ------------------------------------- | -------------------------------- | --------------------- |
| 1978 |                                          | Lyftet                                | rab                              |                       |
| 1982 | Fanny és Alexander                       | Fanny and Alexander                   | fiatal férfi                     |                       |
| 1986 |                                          | Den frusna leoparden                  | Jerry                            |                       |
| 1987 |                                          | Mälarpirater                          | Justus                           |                       |
| 1990 | Ébredések                                | Awakenings                            | neurokémikus                     | Konrád Antal          |
| 1991 |                                          | Freud flyttar hemifrån...             | Berra                            |                       |
| 1991 |                                          | Riflessi in un cielo scuro            | Carlo                            |                       |
| 1992 | Végzet                                   | Damage                                | Peter Wetzler                    | Galambos Péter        |
| 1996 | Fargo                                    | Fargo                                 | Gaear Grimsrud                   | Dózsa Zoltán          |
| 1997 | Istent játszva                           | Playing God                           | Vladimir                         | Galkó Balázs          |
| 1997 | Az elveszett világ: Jurassic Park        | The Lost World: Jurassic Park         | Dieter Stark                     | Szakácsi Sándor       |
| 1998 | Armageddon                               | Armageddon                            | Lev Andropov                     | Csuja Imre            |
| 1998 | A kód neve: Merkúr                       | Mercury Rising                        | Shayes                           |                       |
| 1998 | A nagy Lebowski                          | The Big Lebowski                      | Uli Kunkel / Karl Hungus         | Koncz István          |
| 1998 | Hamilton parancsnok                      | Hamilton                              | Carl Hamilton                    |                       |
| 1998 |                                          | Somewhere in the City                 | Graham                           |                       |
| 1999 | 8 mm                                     | 8mm                                   | Dino Velvet                      | Barbinek Péter        |
| 2000 | Csonttörő                                | Bruiser                               | Milo Styles                      | Barbinek Péter        |
| 2000 | Csokoládé                                | Chocolat                              | Serge Muscat                     | Sztarenki Pál         |
| 2000 | Táncos a sötétben                        | Dancer in the Dark                    | Jeff                             | Rubold Ödön           |
| 2000 | A millió dolláros hotel                  | The Million Dollar Hotel              | Dixie                            | Forgács Péter         |
| 2000 | A millió dolláros hotel                  | The Million Dollar Hotel              | Dixie                            | Zöld Csaba            |
| 2000 | Kész cirkusz                             | Circus                                | Julius                           |                       |
| 2001 | Boldog kempingezők                       | Happy Campers                         | Oberon                           |                       |
| 2002 |                                          | 13 Moons                              | Slovo                            |                       |
| 2002 |                                          | The Beatle Fan                        | Albert                           |                       |
| 2002 | A por                                    | Spun                                  | rendőr                           | Kapácsy Miklós        |
| 2002 | Különvélemény                            | Minority Report                       | Dr. Solomon P. Eddie             | Barbinek Péter        |
| 2002 | A fegyverek szava                        | Windtalkers                           | Hjelmstad tüzérségi őrmester     | Szakácsi Sándor       |
| 2002 | A Szmokinger                             | The Tuxedo                            | Dr. Simms                        | Háda János            |
| 2002 | Rossz társaság                           | Bad Company                           | Adrik Vas                        | Vass Gábor            |
| 2003 | Bad Boys 2. – Már megint a rosszfiúk     | Bad Boys II                           | Alexei                           | Dunai Tamás           |
| 2003 | Film az életem                           | The Movie Hero                        | gyanús karakter                  |                       |
| 2004 | Születés                                 | Birth                                 | Clifford                         | Haás Vander Péter     |
| 2005 | Batman és Drakula                        | The Batman vs. Dracula                | Drakula gróf (hangja)            | Vass Gábor            |
| 2005 | Grimm                                    | The Brothers Grimm                    | Cavaldi                          | Kassai Károly         |
| 2005 |                                          | 2001 Maniacs                          | Ackerman professzor              |                       |
| 2005 | Constantine, a démonvadász               | Constantine                           | Lucifer                          | Kárpáti Tibor         |
| 2006 |                                          | Nacho Libre                           | császár                          |                       |
| 2006 | Emlékezetkiesés                          | Unknown                               | Kígyóbőr csizmás férfi           | Jakab Csaba           |
| 2007 | Megérzés                                 | Premonition                           | Dr. Roth                         | Borbiczki Ferenc      |
| 2007 | A gyilkolás művészete                    | Anamorph                              | Blair Collet                     | Vass Gábor            |
| 2007 | Átnevelő tábor                           | Boot Camp                             | Arthur Hail                      | Tarján Péter          |
| 2007 |                                          | They Never Found Her (rövidfilm)      | Woods                            |                       |
| 2007 |                                          | Switch                                | Tommen                           |                       |
| 2007 | Sodródás                                 | Gone with the Woman                   | Glenn                            |                       |
| 2008 | Az erdő kicsiny manói: A titkos kamra    | Gnomes and Trolls: The Secret Chamber | Slim (hangja)                    |                       |
| 2008 |                                          | Witless Protection                    | Arthur Grimsley                  |                       |
| 2008 | Szanatórium                              | Insanitarium                          | Dr. Gianetti                     | Kőszegi Ákos          |
| 2008 | Farkas                                   | Varg                                  | Klemens                          | Faragó András         |
| 2009 | A játék neve: halál                      | The Killing Room                      | Dr. Phillips                     | Barbinek Péter        |
| 2009 | Az apokalipszis lovasai                  | Horsemen                              | David Spitz                      |                       |
| 2009 | Doctor Parnassus és a képzelet birodalma | The Imaginarium of Doctor Parnassus   | az elnök                         |                       |
| 2010 | A folyosó                                | Corridor                              | Micke                            |                       |
| 2010 | Üstökös a Mumin-völgy fölött             | Moomins and the Comet Chase           | Koszbók (angol hangja)           | Kerekes József        |
| 2010 |                                          | Undocumented                          | Z                                |                       |
| 2010 |                                          | Small Town Murder Songs               | Walter                           |                       |
| 2010 | Szív/rablók                              | Henry's Crime                         | Darek Millodragovic              | Törköly Levente       |
| 2010 | Janie Jones                              | Janie Jones                           | Sloan                            | Haás Vander Péter     |
| 2011 | Dylan Dog: Halálos éjszaka               | Dylan Dog: Dead of Night              | Gabriel                          |                       |
| 2011 |                                          | Marianne                              | Sven                             |                       |
| 2011 | Elválaszthatatlanok                      | Inseparable                           | Richard                          |                       |
| 2011 |                                          | Jägarna 2                             | Torsten                          |                       |
| 2011 |                                          | Hjelp, vi er i filmbransjen           | Peter Stormare                   |                       |
| 2012 | Scooby-Doo a rivaldafényben              | Big Top Scooby-Doo!                   | Wulfric von Rydingsvard (hangja) |                       |
| 2012 | Lockout – A titok nyitja                 | Lockout                               | Scott Langral                    | Jakab Csaba           |
| 2012 | Börtönregény                             | Get the Gringo                        | Frank Fowler                     | Juhász György         |
| 2012 | Szoba kilátások nélkül                   | Small Apartments                      | Mr. Olivetti                     | Horányi László        |
| 2012 |                                          | Tai ji 2: Ying xiong jue qi           | Duke Fleming                     |                       |
| 2013 | Boszorkányvadászok                       | Hansel and Gretel: Witch Hunters      | Berringer seriff                 | Barbinek Péter        |
| 2013 | Erőnek erejével                          | The Last Stand                        | Thomas Burrell                   | Haás Vander Péter     |
| 2013 | Szibériai nevelés                        | Educazione siberiana                  | Tinta                            |                       |
| 2013 |                                          | Autumn Blood                          | polgármester                     |                       |
| 2013 |                                          | Bad Milo!                             | Highsmith                        |                       |
| 2013 | A zéró elmélet                           | The Zero Theorem                      | doktor                           | Haás Vander Péter     |
| 2013 | Pain & Gain                              | Pain & Gain                           | Dr. Bjornson                     | Haás Vander Péter     |
| 2014 | 22 Jump Street – A túlkoros osztag       | 22 Jump Street                        | Szellem                          | Kerekes József        |
| 2014 | Könyörtelen düh                          | Rage                                  | Francis O'Connell                |                       |
| 2014 |                                          | Mall                                  | Barry                            |                       |
| 2014 | A Madagaszkár pingvinjei                 | Penguins of Madagascar                | Tizedes (hangja)                 | Jakab Csaba           |
| 2014 |                                          | Bang Bang Baby                        | George                           |                       |
| 2014 |                                          | The 11th Hour                         | az Orosz                         |                       |
| 2014 |                                          | Clown                                 | Herbert Karlsson                 |                       |
| 2015 |                                          | Dark Summer                           | Stokes                           |                       |
| 2015 | Különös varázs                           | Strange Magic                         | Thang (hangja)                   |                       |
| 2015 |                                          | Every Thing Will Be Fine              | szerkesztő                       |                       |
| 2016 |                                          | Rupture                               | Terrance                         |                       |
| 2016 |                                          | King of the Dancehall                 | Pierce Davidson                  |                       |
| 2017 | John Wick: 2. felvonás                   | John Wick: Chapter 2                  | Abram Tarasov                    | Bolla Róbert          |
| 2017 | A mogyoró-meló 2.                        | The Nut Job 2: Nutty by Nature        | Gunther (hangja)                 | Gubányi György István |
| 2017 |                                          | VIP                                   | Paul Gray                        |                       |
| 2017 | Soha ne felejts!                         | Kill ’Em All                          | Mark Holman ügynök               | Barabás Kiss Zoltán   |
| 2018 |                                          | Beyond the Sky                        | Peter Norton                     |                       |
| 2018 |                                          | Age of Summer                         | Rockisten                        |                       |
| 2018 |                                          | The Assassin's Code                   | Kurt Schlychter                  |                       |
| 2019 | Mérgező rózsa                            | The Poison Rose                       | Slide Olsen                      | Jakab Csaba           |
| 2020 | Kanári                                   | Songbird                              | Emmett Harland                   | Barbinek Péter        |
| 2021 |                                          | Gift of Fire                          | Albert Einstein (hangja)         |                       |
| 2021 |                                          | Cryptozoo                             | Gustav (hangja)                  |                       |
| 2022 | Nappali műszak                           | Day Shift                             | Troy                             | Törköly Levente       |
| 2022 | Főzőtanfolyam (újra)kezdőknek            | Food and Romance                      | Henrik                           |                       |
| 2023 | Muti: Halálos rituálé                    | The Ritual Killer                     | Marchand százados                |                       |
| 2024 |                                          | Kill 'Em All 2                        | Holman                           |                       |
| 2025 | Until Dawn                               | Until Dawn                            | Dr. Alan J. Hill                 | Benkő Péter           |

### Televízió
| Év          | Magyar cím                               | Eredeti cím        | Szerep                                                                             | Megjegyzések |
| ----------- | ---------------------------------------- | ------------------ | ---------------------------------------------------------------------------------- | ------------ |
| 2013        | (Trial of Arms)                          | Karkov             |                                                                                    |              |
| 2012        | (Sleight of Hand)                        | Terrible Terry     |                                                                                    |              |
| 2012        | (Jewtopia)                               | Buck O'Connell     |                                                                                    |              |
| 2011        | Friss nyomon 2.                          | Torsten            |                                                                                    |              |
| 2011        | (Hjelp, vi er i filmbransjen!)           | Peter Stormare     |                                                                                    |              |
| 2011        | (Marianne)                               | Sven               |                                                                                    |              |
| 2010        | (The Wayshower)                          | a kétely hercege   |                                                                                    |              |
| 2010        | (Small Town Murder Songs)                | Walter             | díj: Torontói Filmkritikusok Szövetsége (2012) - Legjobb színész - kanadai filmben |              |
| 2010        | (Isolerad)                               | Micke              |                                                                                    |              |
| 2010        | (Ivory)                                  | David Strauss      |                                                                                    |              |
| 2009        | (Otis E.)                                |                    |                                                                                    |              |
| 2007        | (Ekko)                                   | Simon barátja      |                                                                                    |              |
| 2007        | (Hoppet)                                 | hotdog árus        |                                                                                    |              |
| 2006        | (One Night with You)                     | Steinmetz          |                                                                                    |              |
| 2005 - 2006 | A szökés (sorozat)                       | John Abruzzi       |                                                                                    |              |
| 2003        | Hitler - A Sátán felemelkedése (TV film) | Ernst Röhm         |                                                                                    |              |
| 2002        | (Watching Ellie) (sorozat)               | Ingvar             |                                                                                    |              |
| 2001        | Hamilton (TV film)                       | Carl Hamilton      |                                                                                    |              |
| 1999        | (Amor nello specchio)                    | Giovanni Andreini  |                                                                                    |              |
| 1999        | Purgatórium (TV film)                    | Cavin Guthrie      |                                                                                    |              |
| 1997        | Dúl-fúl és elnémul (TV film)             | Petrus Landahl     |                                                                                    |              |
| 1996        | (Ett sorts Hades) (TV film)              | Ulf                |                                                                                    |              |
| 1996        | A hazugságvizsgáló                       | Christof Haussman  |                                                                                    |              |
| 1994        | Fekete húsvét (TV film)                  | Byrd               |                                                                                    |              |
| 1993        | (Backanterna) (TV film)                  | az üzenethozó      |                                                                                    |              |
| 1993        | ("Morsarvet") (TV film)                  | Bergkvist kapitány |                                                                                    |              |
| 1991        | (Riflessi in un cielo scuro)             |                    |                                                                                    |              |
| 1986        | (Seppan) (TV film)                       | Sara apja          |                                                                                    |              |
| 1983        | (Spanarna) (TV film)                     |                    |                                                                                    |              |

## Diszkográfia
| Bemutató | Album cím                                      |
| 2007     | Seven Seas Track on The Poodles CD Sweet Trade |
| 2005     | Lebowski-Fest 2005                             |
| 2004     | Swänska hwisor vol 1                           |
| 2002     | Dallerpölsa och småfåglar                      |